# Prayers of Steel
Prayers of Steel to jedyny album powermetalowy zespół Avenger, zanim zmienił on nazwę na Rage. Został wydany 1 maja 1985 roku przez wytwórnię Wishbone Records. Prócz tego, grupa ta wydała jeszcze, pod tą samą nazwą, EP Depraved to Black (także w 1985 roku).

## Lista utworów
1. „Battlefield” – 2:45
2. „South Cross Union” – 3:37
3. „Prayers of Steel” – 6:10
4. „Faster Than Hell” – 3:50
5. „Adoration” – 3:30
6. „Rise of the Creature” – 5:24
7. „Sword Made of Steel” – 5:05
8. „Bloodlust” – 4:48
9. „Assorted by Satan” – 4:04

## Twórcy
- Peter Wagner – wokal, gitara basowa, gitara akustyczna
- Jochen Schröder – gitara prowadząca
- Alf Meyerratken – gitara rytmiczna, wokal wspierający
- Jörg Michael – perkusja
- Ferdinand Köther – produkcja
- Ralph Hubert – inżynieria dźwięku
- Detlef Braun – projekt okładki